# Renato Buso
Renato Buso (né le 19 décembre 1969 à Trévise, dans la province de Trévise, en Vénétie) est un footballeur italien. Il jouait au poste de milieu de terrain. Il est actuellement entraîneur.